# Wielersport op de Paralympische Zomerspelen 2004
Op de XIIe Paralympische Spelen die in 2004 werden gehouden in het Griekse Athene was Wielrennen een van de 19 sporten die werden beoefend tijdens deze spelen. Het onderdeel handbiken voor de mannen stond voor het eerst op het programma.

## Mannen

### Baan

#### Team
| \| Rank \| Land \| Tijd \| \| ---- \| ---------------- \| ------ \| \| 1 \| Australië \| 53.968 \| \| 2 \| Verenigde Staten \| 55.606 \| \| 3 \| Frankrijk \| 56.611 \| |                  |        |
| Rank | Land             | Tijd   |
| 1 | Australië        | 53.968 |
| 2 | Verenigde Staten | 55.606 |
| 3 | Frankrijk        | 56.611 |

#### Tandem
| Klasse | Evenement     | Tijd     | land | Goud                        | land | Zilver                              | land | Brons                       |
| ------ | ------------- | -------- | ---- | --------------------------- | ---- | ----------------------------------- | ---- | --------------------------- |
| B1-3   | tijdrit, 1 km | 1:05.141 | AUS  | Anthony Biddle Kial Stewart | FRA  | Patrice Senmartin Frederic Janowski | GBR  | Paul Hunter Ian Sharpe      |
| B1-3   | achtervolging | 4:21.451 | AUS  | Kieran Modra Robert Crowe   | NED  | Jan Mulder Pascal Schoots           | GBR  | Ian Sharpe Paul Hunter      |
| B1-3   | tandemsprint  | 11.066   | AUS  | Kieran Modra David Short    | JPN  | Shigeo Yoshihara Takuya Oki         | AUS  | Anthony Biddle Kial Stewart |

#### Tweewielers
| Klasse     | Evenement     | Tijd     | land | Goud              | land | Zilver            | land | Brons             |
| ---------- | ------------- | -------- | ---- | ----------------- | ---- | ----------------- | ---- | ----------------- |
| CP Div 3/4 | tijdrit, 1 km | 1:08.196 | GBR  | Darren Kenny      | AUS  | Andrew Panazzolo  | CZE  | Jiri Bouska       |
| CP4        | tijdrit, 1 km | 1:08.771 | JPN  | Masashi Ishii     | CZE  | Jiri Bouska       | AUS  | Christopher Scott |
| LC1-4      | tijdrit, 1 km | 1:07.672 | AUS  | Greg Ball         | FRA  | Laurent Thirionet | GER  | Tobias Graf       |
| CP Div 3   | achtervolging | 3:46.260 | GBR  | Darren Kenny      | ESP  | Javier Otxoa      | AUS  | Andrew Panazzolo  |
| CP Div 4   | achtervolging | 3:32.958 | AUS  | Christopher Scott | AUS  | Peter Homann      | CZE  | Jiri Bouska       |
| LC1        | achtervolging | 4:52.476 | AUS  | Peter Brooks      | AUT  | Wolfgang Eibeck   | ITA  | Fabio Triboli     |
| LC2        | achtervolging | 4:58.587 | ESP  | Roberto Alcaide   | CZE  | Jiri Jezek        | USA  | Paul Martin       |
| LC3        | achtervolging | 4:02.809 | FRA  | Laurent Thirionet | GER  | Tobias Graf       | ITA  | Fabrizio Macchi   |
| LC4        | achtervolging | 4:17.914 | GER  | Michael Teuber    | ESP  | Juan Jose Mendez  | GER  | Hans Peter Beier  |

### Weg

#### Tandem
| Klasse | Evenement            | Tijd    | land | Goud                                  | land | Zilver                         | land | Brons                     |
| ------ | -------------------- | ------- | ---- | ------------------------------------- | ---- | ------------------------------ | ---- | ------------------------- |
| B1-3   | wegwedstrijd/tijdrit | 3:06:54 | BLR  | Vasili Shaptsiaboi Aliaksandr Danilik | ESP  | Christian Venge David Llaurado | AUS  | Robert Crowe Kieran Modra |

#### Tweewielers
| Klasse   | Evenement            | Tijd    | land | Goud              | land | Zilver            | land | Brons          |
| -------- | -------------------- | ------- | ---- | ----------------- | ---- | ----------------- | ---- | -------------- |
| CP Div 3 | wegwedstrijd/tijdrit | 1:17:59 | ESP  | Javier Otxoa      | GBR  | Darren Kenny      | ARG  | Rodrigo Lopez  |
| CP Div 4 | wegwedstrijd/tijdrit |         | AUS  | Christopher Scott | AUS  | Peter Homann      | FRA  | Michel Alcaine |
| LC1      | wegwedstrijd/tijdrit |         | AUT  | Wolfgang Eibeck   | ITA  | Fabio Triboli     | AUS  | Peter Brooks   |
| LC2      | wegwedstrijd/tijdrit |         | CZE  | Jiri Jezek        | ESP  | Roberto Alcaide   | USA  | Ron Williams   |
| LC3      | wegwedstrijd/tijdrit |         | ESP  | Antonio Garcia    | FRA  | Laurent Thirionet | NZL  | Paul Jesson    |
| LC4      | wegwedstrijd/tijdrit |         | GER  | Michael Teuber    | AUT  | Wolfgang Dabernig | GER  | Erich Winkler  |

#### Handbikes
| Klasse     | Evenement    | Tijd     | land | Goud                  | land | Zilver            | land | Brons                 |
| ---------- | ------------ | -------- | ---- | --------------------- | ---- | ----------------- | ---- | --------------------- |
| HC Div A   | wegwedstrijd | 1:05.048 | SVK  | Rastislav Turecek     | SUI  | Franz Weber       | AUT  | Christoph Etzlstorfer |
| HC Div B/C | wegwedstrijd | 1:17.029 | AUT  | Johann Mayrhofer      | USA  | Alejandro Albor   | NED  | Johan Reekers         |
| HC Div A   | tijdrit      | 11:55.11 | AUT  | Christoph Etzlstorfer | SVK  | Rastislav Turecek | SUI  | Franz Weber           |
| HC Div B/C | tijdrit      | 17:28.09 | CZE  | Marcel Pipek          | AUT  | Johann Mayrhofer  | SUI  | Franz Nietlispach     |

#### Driewielers
| Klasse     | Evenement    | Tijd    | land | Goud           | land | Zilver         | land | Brons           |
| ---------- | ------------ | ------- | ---- | -------------- | ---- | -------------- | ---- | --------------- |
| CP Div 1/2 | wegwedstrijd | 46:53   | AUS  | Mark le Flohic | USA  | Stuart Flacks  | JPN  | Mutsuhiko Ogawa |
| Div 1/2    | tijdrit      | 8:37.97 | BEL  | Dirk Boon      | AUS  | Mark le Flohic | RSA  | Adriaan Nel     |

## Vrouwen

### Baan

#### Tandem
| Klasse | Evenement     | Tijd     | land | Goud                           | land | Zilver                         | land | Brons                          |
| ------ | ------------- | -------- | ---- | ------------------------------ | ---- | ------------------------------ | ---- | ------------------------------ |
| B1-3   | tijdrit, 1 km | 1:11.160 | GBR  | Aileen McGlynn Ellen Hunter    | USA  | Karissa Whitsell Katie Compton | AUS  | Lindy Hou Janelle Lindsay      |
| B1-3   | achtervolging | 3:36.816 | USA  | Karissa Whitsell Katie Compton | AUS  | Lindy Hou Toireasa Ryan        | AUS  | Janet Shaw Kelly McCombie      |
| B1-3   | tandemsprint  | 12.819   | AUS  | Lindy Hou Janelle Lindsay      | GBR  | Aileen McGlynn Ellen Hunter    | USA  | Karissa Whitsell Katie Compton |

#### Tweewielers
| Klasse       | Evenement     | Tijd    | land | Goud         | land | Zilver       | land | Brons   |
| ------------ | ------------- | ------- | ---- | ------------ | ---- | ------------ | ---- | ------- |
| LC1-4/CP 3/4 | tijdrit, 1 km | 1:15.49 | CHN  | Ju Fang Zhou | CHN  | Feng Zhen An | CHN  | Qi Tang |

### Weg

#### Tandem
| Klasse | Evenement            | Tijd | land | Goud                           | land | Zilver                  | land | Brons                     |
| ------ | -------------------- | ---- | ---- | ------------------------------ | ---- | ----------------------- | ---- | ------------------------- |
| B1-3   | wegwedstrijd/tijdrit |      | USA  | Karissa Whitsell Katie Compton | AUS  | Lindy Hou Toireasa Ryan | AUS  | Janet Shaw Kelly McCombie |

#### Tweewielers
| Klasse       | Evenement | Tijd     | land | Goud           | land | Zilver        | land | Brons        |
| ------------ | --------- | -------- | ---- | -------------- | ---- | ------------- | ---- | ------------ |
| LC1-4/CP 3/4 | tijdrit   | 27:31.57 | DEN  | Karen Jacobsen | AUS  | Claire McLean | SUI  | Sara Tretola |

Atletiek · Bankdrukken · Basketbal · Blindenvoetbal · Boogschieten · Boccia · CP-voetbal · Goalball · Judo · Paardensport · Rugby · Schermen · Schietsport · Tafeltennis · Tennis · Volleybal · Wielersport · Zeilen · Zwemmen
New York & Stoke Mandeville 1984 ·
Seoel 1988 ·
Barcelona 1992 ·
Atlanta 1996 ·
Sydney 2000 ·
Athene 2004 ·
Peking 2008 ·
Londen 2012 ·
Rio de Janeiro 2016 ·
Tokio 2020 ·
Parijs 2024 ·
Los Angeles 2028